# تری میریستین
تری میریستین (به انگلیسی: Trimyristin) با فرمول شیمیایی C45H86O6 یک ترکیب شیمیایی با شناسه پاب‌کم 6853 است. که جرم مولی آن ۷۲۳٫۱۶ گرم بر مول می‌باشد. 